# California Dancing Club
California Dancing Club es un salón de baile tradicional ubicado en la Calzada de Tlalpan de la Ciudad de México inaugurado el 11 de noviembre de 1954. Es uno de los salones de baile más famosos de la capital mexicana, y ha sido apodado como El califas. En él se presentan grupos y orquestas de ritmos como la cumbia, la salsa e incluso el rock, pero por décadas fue el escenario de la presentación de las agrupaciones musicales más destacadas del mambo, el danzón, el chachachá y el swing.
Ubicado en la Calzada de Tlalpan 1189 en la Colonia San Simón, el sitio que ocupa el California Dancing Club fue inaugurado en 1933 como el Cine Gran Bretaña. En 1954 cambió su giro con el actual nombre, cuando fue inaugurado con la actuación de Larry Son, Chucho Rodríguez, Galileo Dennis y la orquesta doble de Alfredo Castañeda.
Se caracteriza por ser un sitio de baile donde no se venden bebidas alcohólicas.